# Neil Turok

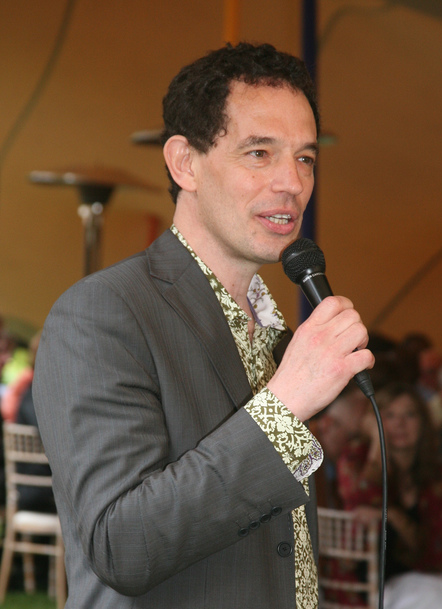
Neil Turok

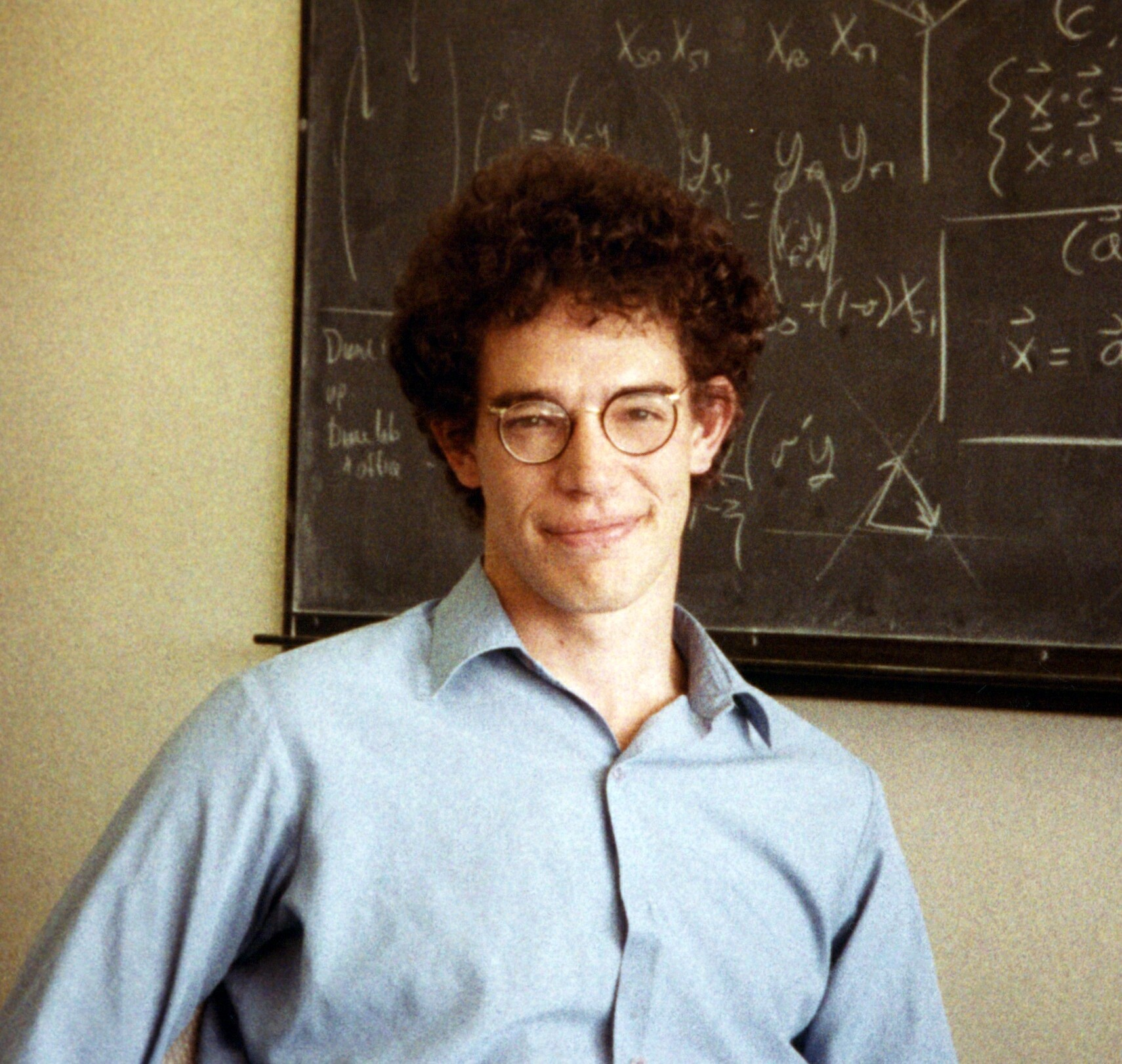
Neil Turok in 1990

Neil Geoffrey Turok (Johannesburg, 1958) is een Zuid-Afrikaans natuurkundige en directeur van het Perimeter Institute voor Theoretical Physics in Ontario, Canada. Hij is de zoon van Mary en Ben Turok, die activisten waren in de anti-apartheidsbeweging in Zuid-Afrika en leden van het Afrikaans Nationaal Congres.

## Studie en carrière
Na zijn studie aan Churchill College in Cambridge, promoveerde Turok aan het Imperial College in London, onder supervisie van David Olive, een van de grondleggers van de supersnaartheorie.
Na een periode als postdoc in Santa Barbara, werd hij aangesteld als associate scientist bij Fermilab in Chicago. In 1994 werd hij benoemd tot hoogleraar in de natuurkunde aan de universiteit van Princeton en in 1997 tot bijzonder hoogleraar in de wiskundige natuurkunde aan de universiteit van Cambridge. 
In 2003 richtte hij het African Institute for Mathematical Sciences (AIMS) op in Kaapstad, Zuid-Afrika. AIMS is een onderwijs- en onderzoeksinstelling die gevormd is als samenwerkingsverband tussen de universiteit van Stellenbosch, de universiteit van Cambridge, de universiteit van Kaapstad, de universiteit van Oxford, de universiteit Parijs-Zuid 11 en de universiteit van Wes-Kaapland. Afrikaanse studenten kunnen studiebeurzen (incl. kosten voor vervoer, verblijf en levensonderhoud) aanvragen. Vooraanstaande wetenschappers uit de hele wereld komen er voor periodes van drie weken gastcolleges geven.
In 2008 werd hij benoemd tot directeur van het Perimeter Institute. In datzelfde jaar won hij de TED-prijs. Zijn wens, verbonden aan die prijs, vulde hij als volgt in: "Ik wens dat jullie ons helpen bij het ontsluiten en voeden van wetenschappelijk talent door heel Afrika, zodat we binnen ons leven een Afrikaanse Einstein kunnen vieren". Onderdeel van zijn wens was tevens dat de TED-gemeenschap zou helpen bij het opzetten van 15 AIMS-instituten door heel Afrika en het vormen van het AIMS-NEI (Next Einstein Initiative).

## Prijzen en andere erkenning
In 1992 kreeg hij de Maxwell-medaille van het Institute of Physics voor zijn bijdragen aan de theoretische natuurkunde. In 2008 won hij de Most Innovative People Award voor sociale innovatie op de Wereldtop voor Innovatie en Ondernemerschap (WSIE). In datzelfde jaar won hij de TED-prijs (zie boven). In 2010 ontving Turok een prijs van de World Innovation Summit for Education (WISE) in Qatar. In 2011 ontving Turok een eredoctoraat van de universiteit van Ottawa.